# Sezione spirica

Sezione spirica come sezione piana di un toro

Una sezione spirica o spirica di Perseo è un caso particolare di sezione torica,
che è l'intersezione di un piano con un toro. 
Le sezioni spiriche sono sezioni toriche in cui il piano che interseca il toro è parallelo all'asse di simmetria rotazionale di quest'ultimo.
Esse furono scoperte intorno al 150 a.C. circa dal geometra greco Perseo e sono state le prime sezioni toriche a essere descritte.

## Descrizione matematica
In generale, le sezioni spiriche sono curve piane individuate da un'equazione di quarto grado (quartiche) con tre parametri. Vediamo attraverso quali passaggi si può pervenire a quest'equazione.
Un toro può essere descritto come la superficie che si ottiene dal moto di rivoluzione di una circonferenza di raggio {\displaystyle a} (detta circonferenza generatrice) intorno a una retta a essa esterna (chiamata asse di rivoluzione) in modo tale che il piano della circonferenza contenga sempre l'asse di rivoluzione. Il centro della circonferenza ha dunque una distanza costante dall'asse di rivoluzione, che indichiamo con {\displaystyle r}.
Supponiamo che in un sistema di riferimento cartesiano ortogonale il toro sia centrato nell'origine, che il suo asse di rivoluzione (che è detto anche asse di simmetria rotazionale del toro) coincida con l'asse {\displaystyle y} e che gli assi {\displaystyle x} e {\displaystyle z} giacciano nel piano di simmetria speculare per il toro. In tale caso l'equazione del toro è:
{\displaystyle \left(r^{2}-a^{2}+z^{2}+x^{2}+y^{2}\right)^{2}=4r^{2}\left(x^{2}+z^{2}\right)}
Le sezioni spiriche si possono ottenere intersecando il toro con un piano di equazione {\displaystyle z=c}, dove {\displaystyle c} rappresenta la distanza tra il piano secante il toro e l'asse di rivoluzione; dunque {\displaystyle c} varia tra {\displaystyle 0} e {\displaystyle r+a}.
Tali curve sono caratterizzate biunivocamente dal parametro c e quella relativa ad un determinato c ha come equazione:
{\displaystyle \left(r^{2}-a^{2}+c^{2}+x^{2}+y^{2}\right)^{2}=4r^{2}\left(x^{2}+c^{2}\right)}
Non esistono sezioni spiriche in cui {\displaystyle c>r+a}, perché in questo caso il piano è troppo lontano dal toro per poterlo intersecare.
Va osservato che la precedente equazione potrebbe essere riscalata ponendo {\displaystyle r=1} senza perdita di generalità. Più precisamente fissando {\displaystyle r=1} si ottiene l'equazione detta in forma normale, questa individua una famiglia di curve di quarto grado a due parametri (a e c) e ciascuna di tali curve individua una classe di similitudine di sezioni spiriche (quelle relativa a diversi valori di r).

## Classificazione delle sezioni spiriche
Osserviamo preliminarmente che le curve sono invarianti per riflessione rispetto agli assi Ox e Oy, come lo sono il toro e il piano secante {\displaystyle z=c}.
Esaminiamo ora quali sezioni spiriche si ottengono al variare del parametro {\displaystyle c}.
(1) Se {\displaystyle c=0}, la sezione spirica è costituita da due circonferenze di raggio {\displaystyle a}, centrate rispettivamente nei punti {\displaystyle (-r,0)} e {\displaystyle (r,0)}.
(2) Se {\displaystyle 0<c<r-a}, la sezione consiste di due ovali disposte simmetricamente rispetto all'asse {\displaystyle x=0}.
(3) Se {\displaystyle c=r-a}, le due ovali si toccano in un punto e si viene a formare una curva a forma di otto, chiamata ippopede, che venne studiata anche da Proclo (ed è infatti spesso denominata ippopede di Proclo) e che fu utilizzata da Eudosso nella sua descrizione dei moti celesti. La sua equazione si ottiene quindi sostituendo {\displaystyle r-a} al posto di {\displaystyle c} nell'equazione generale di una sezione spirica; dopo alcuni passaggi, si perviene alla:
{\displaystyle \left(x^{2}+y^{2}\right)^{2}+4r^{2}y^{2}=4ar\left(x^{2}+y^{2}\right)}
(4) Se {\displaystyle r-a<c<r}, si ottiene una curva chiusa che presenta un restringimento al centro, {\displaystyle perx=0}.
(5) Il caso {\displaystyle c=r} è semplicemente un caso di transizione tra il precedente e il successivo.
(6) Se {\displaystyle r<c<r+a}, la sezione spirica è un ovale.
(7) Se {\displaystyle c=r+a}, la sezione spirica si riduce a un solo punto (che nell'equazione corrisponde all'origine).
Se {\displaystyle c>r+a}, come detto sopra, non vi è alcuna sezione spirica perché il piano {\displaystyle z=c} non può più intersecare il toro.

## Esempi notevoli di sezioni spiriche
Oltre all'ippopede, esistono altre sezioni spiriche di importanza storica.
Una di queste è l'ovale di Cassini (anzi, la famiglia delle ovali di Cassini), così denominate perché furono studiate nel Seicento dall'astronomo italo-francese Jean-Dominique Cassini.
Tali curve hanno la notevole proprietà di essere il luogo dei punti del piano per cui è costante il prodotto delle distanze da due punti detti fuochi.
La loro equazione generale è:
{\displaystyle \left((x-f)^{2}+y^{2}\right)\left((x+f)^{2}+y^{2}\right)=p^{4},}
dove {\displaystyle (-f,0)} e {\displaystyle (f,0)} sono le coordinate dei fuochi, mentre {\displaystyle p^{2}} è il prodotto delle distanze dai fuochi.
Come sezioni spiriche, esse corrispondono al caso in cui {\displaystyle c=a} e dunque all'equazione
{\displaystyle \left(x^{2}+y^{2}+r^{2}\right)^{2}=4r^{2}\left(x^{2}+a^{2}\right),}
che può anche essere riscritta nella forma
{\displaystyle \left((x-r)^{2}+y^{2}\right)^{2}\left((x+r)^{2}+y^{2}\right)^{2}=4a^{2}r^{2}.}
in cui si mette in evidenza che le ovali di Cassini hanno come fuochi i punti {\displaystyle (-r,0)} e {\displaystyle (r,0)}  e che il prodotto delle distanze dai fuochi è {\displaystyle 2ar} .
Una particolare ovale di Cassini è la lemniscata di Bernoulli (dal nome del matematico svizzero Jakob Bernoulli), la cui equazione si ricava da quella delle ovali di Cassini ponendo {\displaystyle r=2a} :
{\displaystyle \left(x^{2}+y^{2}\right)^{2}=2r^{2}\left(x^{2}-y^{2}\right).}
La lemniscata di Bernoulli è una curva a forma di otto: in effetti, essa può essere vista anche come un caso particolare di ippopede.